# Bakuo
Bakuo (kinesiska: Bakuo Jiedao, 八廓, 八廓街道) är en socken i Kina. Den ligger i den autonoma regionen Tibet, i den sydvästra delen av landet, i regionhuvudstaden Lhasa. Antalet invånare är 12 744. Befolkningen består av 6 356 kvinnor och 6 388 män. Barn under 15 år utgör 10,0 %, vuxna 15-64 år 85 %, och äldre över 65 år 3,0 %.
Genomsnittlig årsnederbörd är 847 millimeter. Den regnigaste månaden är juli, med i genomsnitt 258 mm nederbörd, och den torraste är december, med 2 mm nederbörd.
Barkhor är en populär andlig omskärning för pilgrimer och lokalbefolkningen. Promenaden är ungefär en kilometer lång och omringade hela Jokhang.

Barkhor
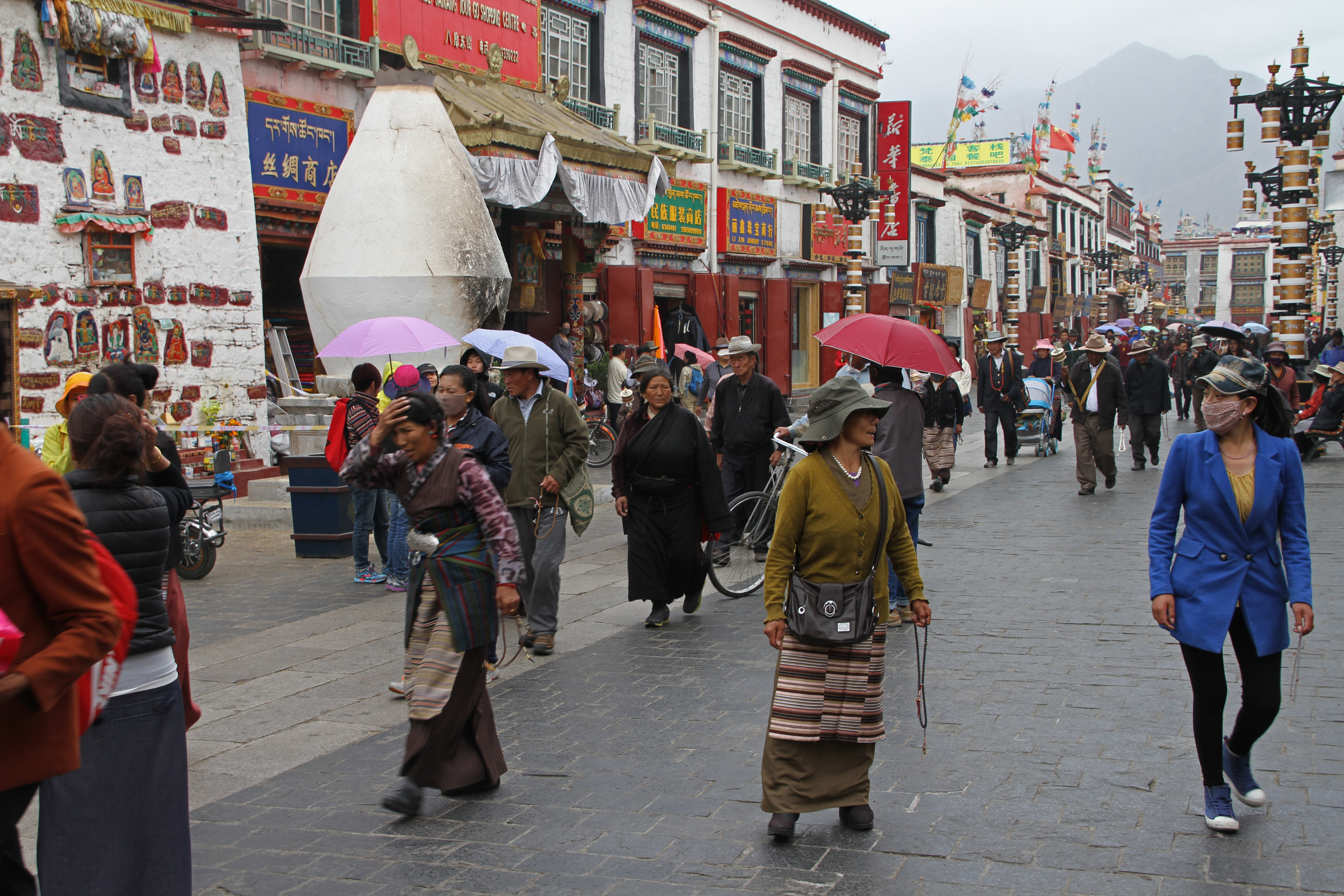
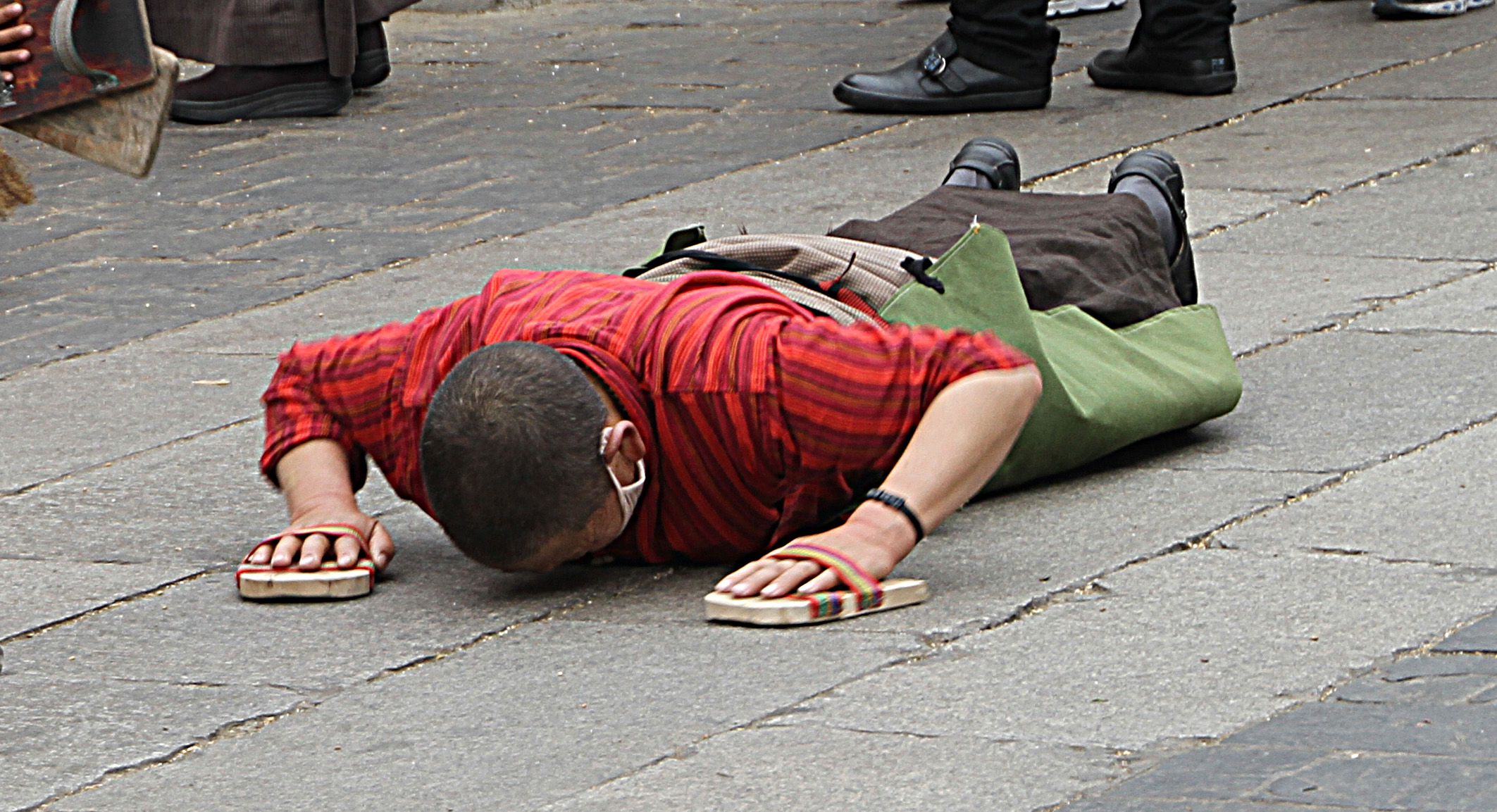
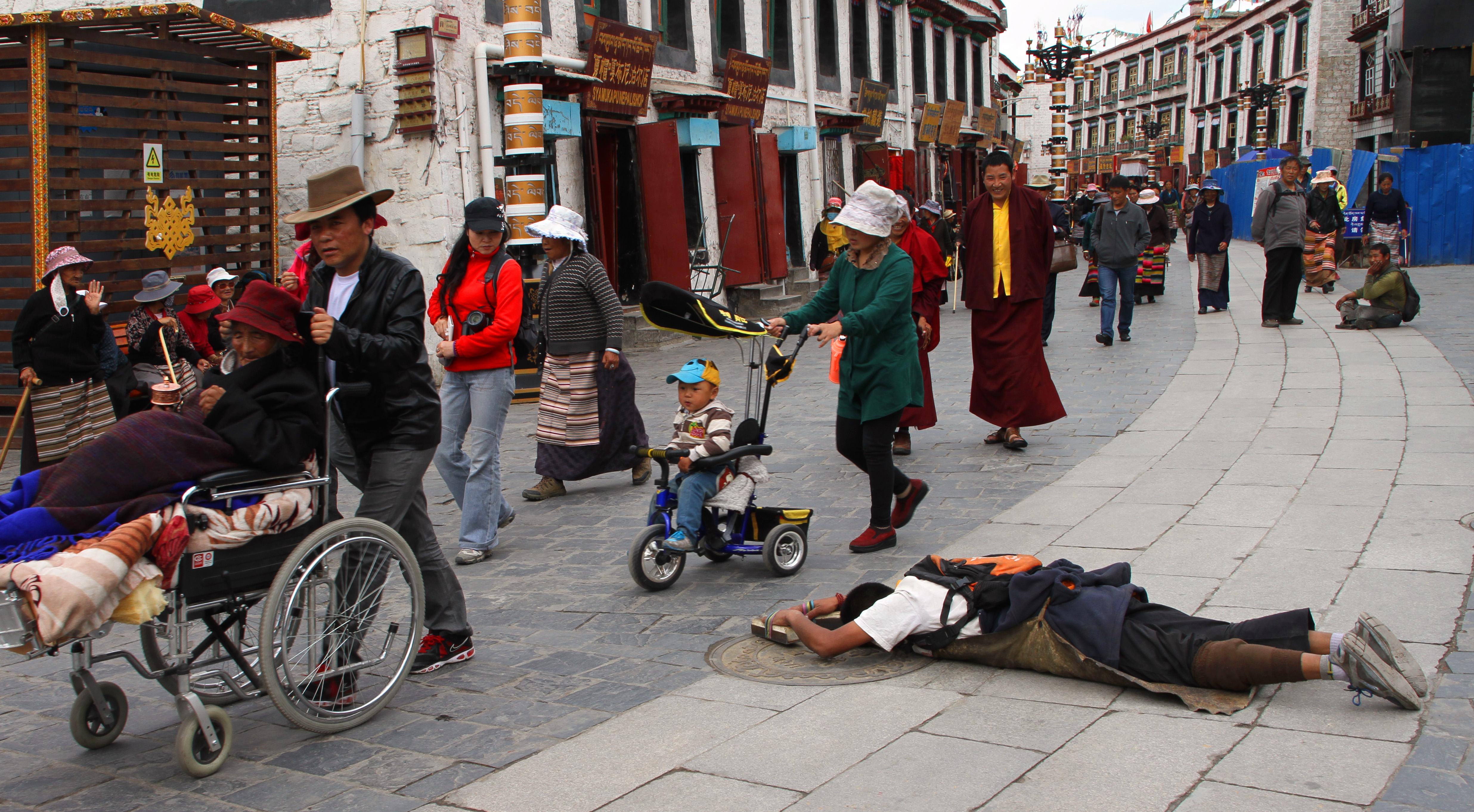
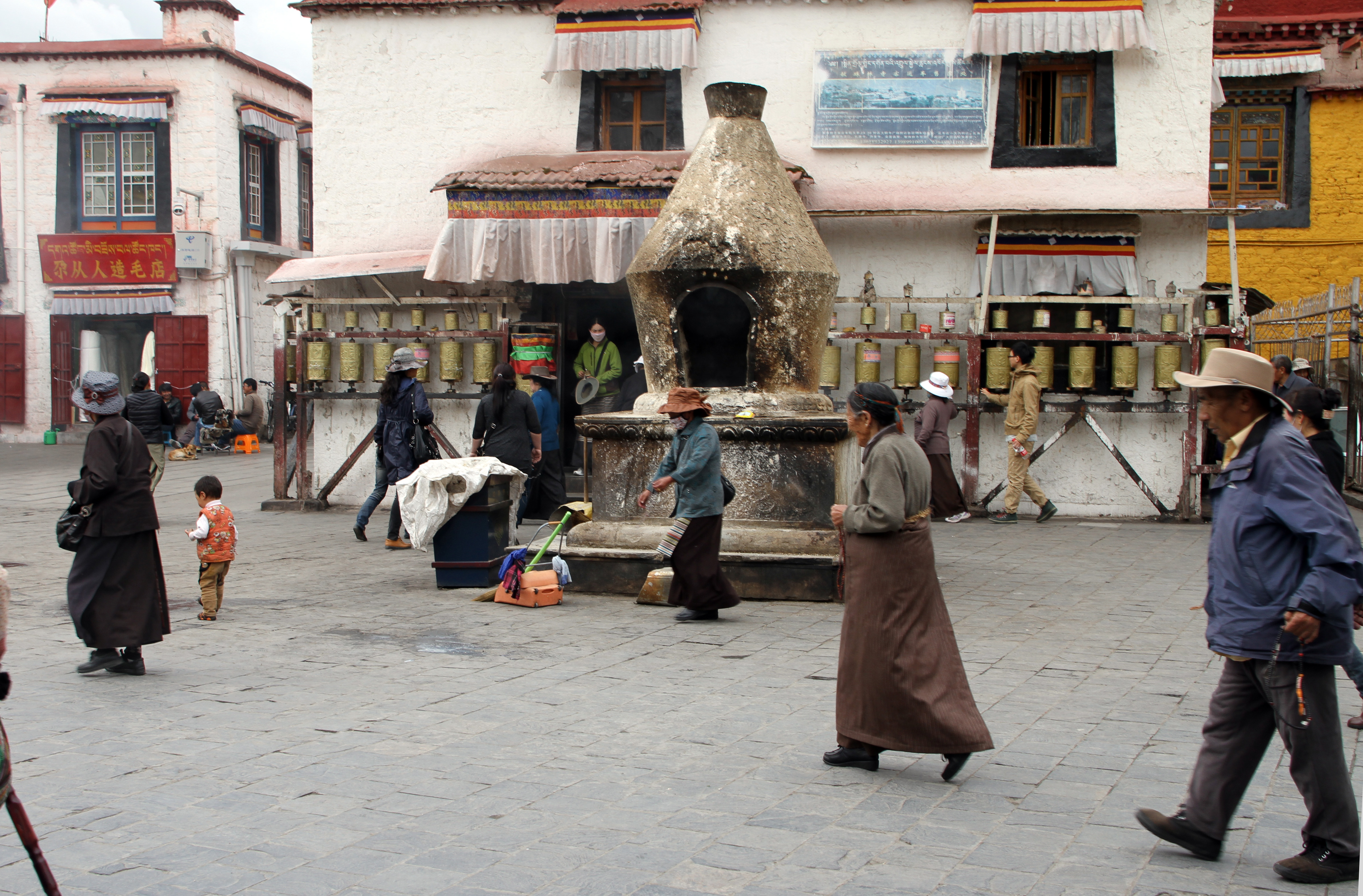
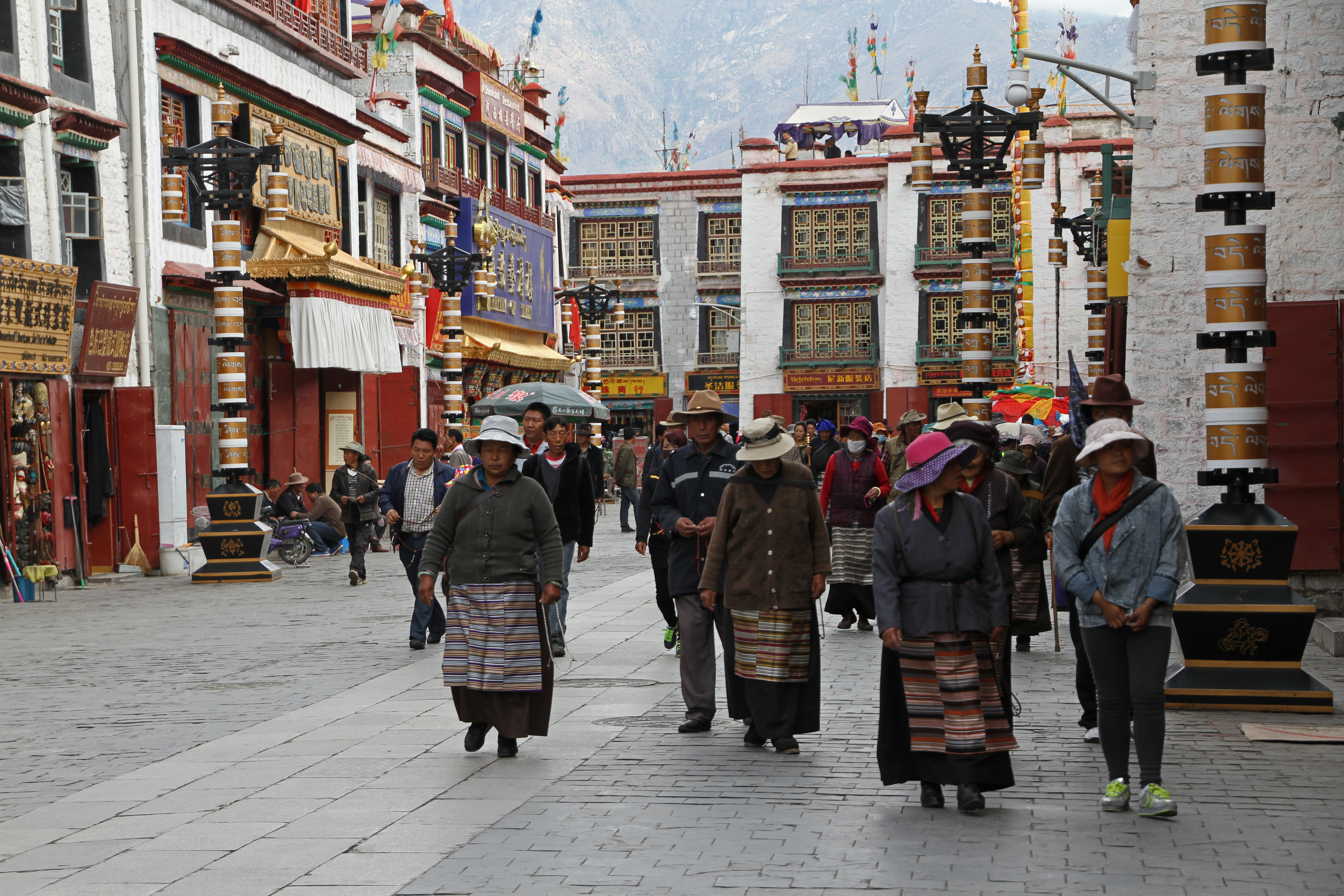